# Hemerobius subacutus
Hemerobius subacutus är en insektsart som först beskrevs av Nakahara 1966.  Hemerobius subacutus ingår i släktet Hemerobius och familjen florsländor. Inga underarter finns listade i Catalogue of Life.